# Sammelblatt für Rechtsvorschriften des Bundes und der Länder
Das Sammelblatt für Rechtsvorschriften des Bundes und der Länder (SaBl.) ist eine wöchentlich erscheinende juristische Fachzeitschrift. Das SaBl. liefert einen zeitnahen Überblick über die in den Teilen I und II des Bundesgesetzblattes, des Bundesanzeigers sowie in den Gesetz- und Verordnungsblättern der Bundesländer veröffentlichten Gesetze und Verordnungen.
Eine nach dem Ermessen der Redaktion zusammengestellte Auswahl von Gesetzen und Verordnungen wird als Volltext in das SaBl. aufgenommen. Die nicht als Volltext abgedruckten Rechtsvorschriften werden sämtlich in einer Wochenübersicht am Ende jeder Ausgabe des SaBl. unter Angabe der jeweiligen Fundstelle aufgeführt. Bei der Aufnahme als Volltext ist es ein Anliegen der Redaktion, keine Beschränkungen auf bestimmte Sachgebiete vorzunehmen. Zudem unterbleibt jegliche Kommentierung. Lediglich die Seitennummerierung weicht aus Gründen des Layouts von der in den Originalveröffentlichungen ab.
Erstmals erschien das SaBl. am 4. Januar 1950 unter dem Titel Sammelblatt für Gesetze, Verordnungen und Bekanntmachungen des Bundes, der Länder und der Besatzungsmächte. Den aktuellen Titel erhielt es während des 6. Jahrgangs (Nr. 18 vom 5. Mai 1955). Gesetze und Verordnungen der neuen Bundesländer werden seit dem 41. Jahrgang (1990) aufgenommen. Im Jahr 2011 befindet sich das SaBl. im 62. Jahrgang und erscheint im Iatros Verlag & Services GmbH in Potsdam.